# غينفيت (أرارات)
مدينة غينفيت (بالأرمينية:) (بالإنجليزية: Ginevet)‏ هي إحدى المدن التابعة لمقاطعة أرارات في أرمينيا. يقدر عدد سكانها بـ 696 نسمة حسب الإحصاء الذي جرى عام 2011.